# Syedra oii
Syedra oii là một loài nhện trong họ Linyphiidae.
Loài này thuộc chi Syedra. Syedra oii được Kendo Saito miêu tả năm 1983.